# Таунсенд (Масачусетс)
Таунсенд (енгл. Townsend) насељено је место без административног статуса у америчкој савезној држави Масачусетс.

## Демографија
По попису из 2010. године број становника је 1.128, што је 85 (8,1%) становника више него 2000. године.
| Група             | 2000.         | 2010.         |
| Белци             | 1.004 (96,3%) | 1.064 (94,3%) |
| Афроамериканци    | 5 (0,5%)      | 8 (0,7%)      |
| Азијати           | 0 (0,0%)      | 13 (1,2%)     |
| Хиспаноамериканци | 12 (1,2%)     | 27 (2,4%)     |
| Укупно            | 1.043         | 1.128         |